# Estación Charlone
Charlone es una estación ferroviaria ubicada en la localidad del mismo nombre, Partido de General Villegas, Provincia de Buenos Aires, Argentina.

## Servicios
Actualmente, no presta servicios de ningún tipo.

## Historia
En el año 1889 fue inaugurada la Estación.